# Spiderland
Az 1991-es Spiderland a Slint második nagylemeze. Dramatikusan váltakozó dinamika jellemzi, az ének a kimondott szótól az ordításig terjed. A dalszövegek narratív jellegűek és az elidegenülést fejezik ki. A Spiderland volt az együttes első kiadása a Touch and Go-n keresztül, egyben utolsó lemezük.
Megjelenésekor alig figyeltek rá, csak a Slint felbomlása után kelt el több mint 50 ezer példányban, az underground zene egyik mérföldköve lett. Több posztrock és math rock együttesre volt hatással, némely indie rock előadók kedvenc albumuknak nevezték. 2007-ben a Slint összeállt egy turné erejéig, amelyen a Spiderlandet adták elő teljes egészében.
A Pitchfork Media az 1990-es évek 100 legjobb albuma listáján a 34. lett. Szerepel az 1001 lemez, amit hallanod kell, mielőtt meghalsz című könyvben.

## Az album dalai
|    | Cím                   | Hossz |
| -- | --------------------- | ----- |
| 1. | Breadcrumb Trail      | 5:55  |
| 2. | Nosferatu Man         | 5:35  |
| 3. | Don, Aman             | 6:28  |
| 4. | Washer                | 8:50  |
| 5. | For Dinner...         | 5:05  |
| 6. | Good Morning, Captain | 7:38  |

## Közreműködők
- David Pajo – gitár
- Brian McMahan – gitár, ének
- Britt Walford – dob, ének, gitár
- Todd Brashear – basszusgitár
- Brian Paulson – hangmérnök, producer
- Will Oldham – fényképek
- Noel Saltzman – fényképek

## Fordítás
Ez a szócikk részben vagy egészben a Spiderland című angol Wikipédia-szócikk ezen változatának fordításán alapul.  Az eredeti cikk szerkesztőit annak laptörténete sorolja fel. Ez a jelzés csupán a megfogalmazás eredetét és a szerzői jogokat jelzi, nem szolgál a cikkben szereplő információk forrásmegjelöléseként.